# Annona paraensis
Annona paraensis é uma espécie de magnólia. Foi descrito pela primeira vez por Robert Elias Fries. Annona paraensis pertence ao gênero Annona da família Annonaceae. Até agora ninguém foi listado nele.